# Torralba de Calatrava
Torralba de Calatrava – gmina w Hiszpanii, w prowincji Ciudad Real, w Kastylii-La Mancha, o powierzchni 101,58 km². W 2011 roku gmina liczyła 3179 mieszkańców.